# Рікі Якобі
Рікі бін Якуб (індонез. Ricky bin Yacub), відоміший як Рікі Якобі (індонез. Ricky Yacobi; 12 березня 1963, Медан — пом. 21 листопада 2020) — індонезійський футболіст, який грав на позиції нападника. Відомий за виступами в індонезійських клубах «Медан» і «Арсето Соло», японському клубі «Мацусіта», а також у складі національної збірної Індонезії, та грав у її складі на футбольному турнірі Азійських ігор 1986 року.

## Клубна кар'єра
Рікі Якобі народився в місті Медан, і розпочав виступи на футбольних полях у місцевому клубі «Медан» у 1975 році. У 1986 році він перейшов до складу клубу «Арсето Соло», де грав до кінця 1991 року, за виключенням нетривалої оренди до японського клубу «Мацусіта», та був одним із головних бомбардирів клубу. У складі команди футболіст двічі ставав переможцем Галатами, та двічі кращим бомбардиром чемпіонату. У 1992—1993 Рікі грав у нижчоліговому клубі «Джатенг», після чого завершив виступи на футбольних полях.

## Виступи за збірну
У 1983 році Рікі Якобі розпочав виступи в національній збірній Індонезії. У складі збірної він став переможцем Ігор Південно-Східної Азії у 1987 році, грав у відбіркових турнірах до чемпіонату світу та Кубка Азії. У 1986 році Рікі грав на футбольному турнірі Азійських ігор, на якому індонезійська збірна посіла 4 місце. У складі збірної грав до 1993 року, зіграв у її складі 32 матчі, у яких відзначився 9 забитими м'ячами.

## Після завершення виступів
Після завершення виступів на футбольних полях Рікі Якобі працював у клубі третього дивізіону «Джакарта Матадор». 21 листопада 2020 року під час гри у футбол Рікі Якобі стало погано, і за короткий час він помер в одній з лікарень Джакарти внаслідок серцевого нападу.